# Vom Aussterben bedrohte Tiere
Vom Aussterben bedrohte Tiere war der Titel einer Reihe von Briefmarken der Deutschen Post der DDR. Während in den Jahren 1980 und 1985 Motive mit verschiedenen Tierarten gezeigt wurden, war die letzte Ausgabe 1987 nur einer einheimischen Tierart gewidmet.

## Liste der Ausgaben und Motive
Legende
- Bild: Eine bearbeitete Abbildung der genannten Marke. Das Verhältnis der Größe der Briefmarken zueinander ist in diesem Artikel annähernd maßstabsgerecht dargestellt. Sollten keine Marken abgebildet sein, liegt es daran, dass das Urheberrecht des Künstlers noch nicht erloschen ist.
- Beschreibung: Eine Kurzbeschreibung des Motivs und/oder des Ausgabegrundes. Bei ausgegebenen Serien oder Blocks werden die zusammengehörigen Beschreibungen mit einer Markierung versehen eingerückt.
- Wert: Der Frankaturwert der einzelnen Marke in Pfennig. Ein „+“ bedeutet, dass es sich um eine Zuschlagsmarke handelt (= Frankaturwert + Spende).
- Ausgabedatum: Das Datum des erstmaligen Verkaufs dieser Briefmarke.
- Auflage: Soweit bekannt, wird hier die zum Verkauf angebotene Anzahl dieser Ausgabe angegeben.
- Entwurf: Soweit bekannt, wird hier angegeben, von wem der Entwurf dieser Marke stammt.
- Mi.-Nr.: Diese Briefmarke wird im Michel-Katalog unter der entsprechenden Nummer gelistet.

| Bild | Beschreibung                                                               | Wert | Ausgabe- datum | Auflage    | Entwurf                          | Mi.-Nr. |
|      | Vom Aussterben bedrohte Tiere (I) - Okapi (Okapia johnstoni)               | 5    | 24. Juni 1980  | 5.000.000  | Axel Bengs                       | 2522    |
|      | - Katzenbären (Ailurus fulgens)                                            | 10   | 24. Juni 1980  | 16.000.000 | Axel Bengs                       | 2523    |
|      | - Mähnenwolf (Chrysocyon brachyurus)                                       | 15   | 24. Juni 1980  | 4.000.000  | Axel Bengs                       | 2524    |
|      | - Arabische Oryx-Antilope (Oryx leucoryx)                                  | 20   | 24. Juni 1980  | 8.000.000  | Axel Bengs                       | 2525    |
|      | - Weißflügel-Ohrfasan (Crossoptilon crossoptilon)                          | 25   | 24. Juni 1980  | 3.500.000  | Axel Bengs                       | 2526    |
|      | - Moschusochsen (Ovibos moschatus)                                         | 35   | 24. Juni 1980  | 2.000.000  | Axel Bengs                       | 2527    |
|      | Vom Aussterben bedrohte Tiere (II) - Harpyie (Harpia harpyja)              | 5    | 25. Juni 1985  | 6.000.000  | Andrea Soest                     | 2952    |
|      | - Rothalsgans (Branta ruficollis)                                          | 10   | 25. Juni 1985  | 24.000.000 | Andrea Soest                     | 2953    |
|      | - Brillenbär (Tremarctos ornatus)                                          | 20   | 25. Juni 1985  | 8.000.000  | Andrea Soest                     | 2954    |
|      | - Banteng (Bos javanicus)                                                  | 50   | 25. Juni 1985  | 5.000.000  | Andrea Soest                     | 2955    |
|      | - Sunda-Gavial (Tomistoma schlegelii)                                      | 85   | 25. Juni 1985  | 2.100.000  | Andrea Soest                     | 2956    |
|      | Vom Aussterben bedrohte Tiere (III) - Fischotter (Lutra lutra); WWF-Symbol | 10   | 7. Juli 1987   | 24.000.000 | Ursula Abramowski-Lautenschläger | 3107    |
|      | - Fischotter (Lutra lutra); WWF-Symbol                                     | 25   | 7. Juli 1987   | 3.500.000  | Ursula Abramowski-Lautenschläger | 3108    |
|      | - Fischotter (Lutra lutra); WWF-Symbol                                     | 35   | 7. Juli 1987   | 3.500.000  | Ursula Abramowski-Lautenschläger | 3109    |
|      | - Fischotter (Lutra lutra); WWF-Symbol                                     | 60   | 7. Juli 1987   | 2.100.000  | Ursula Abramowski-Lautenschläger | 3110    |